# Abu Laith al-Libi
Abu Laith al-Libi (árabe: أبو الليث الليبي; su verdadero nombre según la CIA era Ali Ammar Ashur al Rufayi) (Libia, 1 de enero de 1967 - † Khushali Torikel, Waziristán del Norte, Pakistán, 28-29 de enero de 2008) fue uno de los principales comandantes de la red terrorista Al Qaeda en Afganistán, considerándosele el número tres de la organización o al menos entre los 6 principales. Era un importante vínculo entre Al Qaeda y la milicia talibán, y se encontraba en la lista de los 12 hombres más buscados por Estados Unidos.

## Biografía
Abu Laith Al-Libi fue uno de los milicianos árabes que fueron a combatir contra la República Democrática de Afganistán y sus aliados soviéticos durante la guerra de la década de 1980.
Fue después el jefe del Grupo Islámico Combatiente Libio, el cual se unió a Al Qaeda en noviembre de 2007. Solía aparecer en videos distribuidos por militantes islamistas en Internet. Fue el primero en anunciar que Osama bin Laden había sobrevivido a la Guerra de Afganistán en 2001. Era especialista en guerra de guerrillas, y la CIA afirma que era un lugarteniente de Aymán al-Zawahirí.
Según el Gobierno de los Estados Unidos, Al-Libi pudo haber sido el organizador del atentado de febrero de 2007 en la base militar de Bagram, que se produjo durante una visita del Vicepresidente Dick Cheney y que dejó 23 muertos. Fue a raíz de esto que la CIA llegó a ofrecer 5 millones de dólares por su cabeza. Además se cree que fue él quien dirigió una serie de atentados suicidas en el este de Afganistán en 2007.
Al-Libi fue muerto el 28 o 29 de enero de 2008 en un ataque estadounidense en la localidad de Khushali Torikel, en la región pakistaní de Waziristán del Norte. Un VANT MQ-1 Predator disparó un misil al inmueble en el que se encontraba, matándolo junto con otros 12 militantes islamistas extranjeros que le acompañaban. El Gobierno de los Estados Unidos no ha dado más detalles al respecto.
El Director de Inteligencia Nacional de los Estados Unidos, Michael McConnell, calificó la muerte de al-Libi como "el más serio golpe al liderazgo del grupo desde la muerte en diciembre de 2005 del entonces jefe de operaciones externas, Hamza Rabi'a".